# Páros műkorcsolya az 1936. évi téli olimpiai játékokon
Az 1936. évi téli olimpiai játékokon a műkorcsolya páros versenyszámát február 13-án rendezték. Az aranyérmet a német Maxi Herber–Ernst Baier-páros nyerte. A magyar Rotter Emília–Szollás László-páros bronzérmet szerzett, a Szekrényesy Piroska–Szekrényesy Attila-kettős pedig negyedik lett.

## Végeredmény
Kilenc bíró pontozta a versenyzőket. A pontok alapján a bírók mindegyikénél külön-külön kialakult egy sorrend, ez egy helyezési pontszámot is jelentett. A végeredmény a következő kritériumok alapján alakult ki:
1. „Többségi helyezések száma”. Az a versenyző végzett előrébb, akit a bírók többsége előrébb rangsorolt. A bírók többsége azt jelentette, hogy a legjobb 5 helyezést adó bíró helyezési pontszámait vették figyelembe, de ha az 5. bíró helyezésével még volt azonos helyezés, akkor az(oka)t is figyelembe vették. Ezt az adatot tartalmazza az oszlop. (Pl. a „6×3+” azt jelenti, hogy a versenyző 6 bírónál az első 3 hely valamelyikén végzett.)
2. „Helyezések összege” (az összes bíró helyezési pontszámainak összege)
3. Kötelező elemek pontszáma

| Helyezés | Versenyzők                                                      | Helyezési pontszámok bírónként | Helyezési pontszámok bírónként | Helyezési pontszámok bírónként | Helyezési pontszámok bírónként | Helyezési pontszámok bírónként | Helyezési pontszámok bírónként | Helyezési pontszámok bírónként | Helyezési pontszámok bírónként | Helyezési pontszámok bírónként | Több. hely. száma | Hely. össz. | Pont  |
| Helyezés | Versenyzők                                                      | 1                              | 2                              | 3                              | 4                              | 5                              | 6                              | 7                              | 8                              | 9                              | Több. hely. száma | Hely. össz. | Pont  |
| -------- | --------------------------------------------------------------- | ------------------------------ | ------------------------------ | ------------------------------ | ------------------------------ | ------------------------------ | ------------------------------ | ------------------------------ | ------------------------------ | ------------------------------ | ----------------- | ----------- | ----- |
| Arany    | Németország (GER)-1 · Maxi Herber · Ernst Baier                 | 1,0                            | 1,0                            | 1,0                            | 1,0                            | 2,0                            | 1,0                            | 1,0                            | 2,0                            | 1,0                            | 7×1+              | 11,0        | 103,3 |
| Ezüst    | Ausztria (AUT)-1 · Ilse Pausin · Erik Pausin                    | 3,5                            | 2,0                            | 2,0                            | 2,0                            | 1,0                            | 2,0                            | 2,0                            | 3,0                            | 2,0                            | 7×2+              | 19,5        | 102,7 |
| Bronz    | Magyarország (HUN)-1 · Rotter Emília · Szollás László           | 6,0                            | 3,0                            | 3,5                            | 5,0                            | 4,0                            | 3,0                            | 3,0                            | 1,0                            | 4,0                            | 7×4+              | 32,5        | 97,6  |
| 4.       | Magyarország (HUN)-2 · Szekrényesy Piroska · Szekrényesy Attila | 3,5                            | 5,0                            | 6,0                            | 4,0                            | 3,0                            | 5,0                            | 5,0                            | 4,0                            | 3,0                            | 5×4+              | 38,5        | 95,8  |
| 5.       | Egyesült Államok (USA)-1 · Maribel Vinson · George Hill         | 2,0                            | 6,0                            | 5,0                            | 6,0                            | 5,0                            | 4,0                            | 7,0                            | 6,5                            | 5,0                            | 5×5+              | 46,5        | 93,4  |
| 6.       | Kanada (CAN)-1 · Louise Bertram · Stewart Reburn                | 5,0                            | 14,0                           | 3,5                            | 7,0                            | 13,0                           | 6,0                            | 4,0                            | 5,0                            | 11,0                           | 5×6+              | 68,5        | 88,3  |
| 7.       | Nagy-Britannia (GBR)-1 · Violet Cliff · Leslie Cliff            | 9,0                            | 4,0                            | 7,0                            | 3,0                            | 6,0                            | 9,0                            | 6,0                            | 6,5                            | 6,0                            | 5×6+              | 56,5        | 91,3  |
| 8.       | Németország (GER)-2 · Eva Prawitz · Otto Weiß                   | 8,0                            | 7,0                            | 9,5                            | 9,0                            | 10,0                           | 8,0                            | 8,0                            | 8,0                            | 7,0                            | 6×8+              | 74,5        | 85,8  |
| 9.       | Olaszország (ITA)-1 · Anna Cattaneo · Ercole Cattaneo           | 12,0                           | 11,0                           | 12,0                           | 10,0                           | 7,0                            | 7,0                            | 14,0                           | 11,0                           | 9,0                            | 6×11+             | 93,0        | 81,8  |
| 10.      | Nagy-Britannia (GBR)-2 · Rosemarie Stewart · Ernest Yates       | 10,0                           | 12,0                           | 9,5                            | 12,0                           | 17,0                           | 10,0                           | 10,0                           | 13,5                           | 8,0                            | 5×10+             | 102,5       | 80,7  |
| 11.      | Egyesült Államok (USA)-2 · Grace Madden · James Madden          | 7,0                            | 13,0                           | 14,0                           | 11,0                           | 9,0                            | 11,0                           | 11,0                           | 9,0                            | 10,0                           | 7×11+             | 95,0        | 81,7  |
| 12.      | Kanada (CAN)-2 · Audrey Garland · Fraser Sweatman               | 11,0                           | 9,0                            | 8,0                            | 15,0                           | 12,0                           | 16,0                           | 9,0                            | 12,0                           | 13,0                           | 6×12+             | 105,0       | 78,5  |
| 13.      | Románia (ROU) · Irina Timcic · Alfred Eisenbeisser-Ferraru      | 13,0                           | 8,0                            | 11,0                           | 13,0                           | 8,0                            | 14,0                           | 13,0                           | 10,0                           | 12,0                           | 5×12+             | 102,0       | 80,9  |
| 14.      | Ausztria (AUT)-2 · Eleanore Bäumel · Fritz Wächtler             | 15,0                           | 10,0                           | 13,0                           | 8,0                            | 11,0                           | 12,0                           | 16,0                           | 13,5                           | 14,0                           | 5×13+             | 113,0       | 79,0  |
| 15.      | Norvégia (NOR) · Randi Bakke · Christen Christensen             | 14,0                           | 15,0                           | 16,0                           | 16,0                           | 14,5                           | 15,0                           | 12,0                           | 13,5                           | 16,0                           | 6×15+             | 132,5       | 74,0  |
| 16.      | Belgium (BEL) · Louise Contamine · Robert Verdun                | 16,0                           | 16,0                           | 17,0                           | 14,0                           | 14,5                           | 13,0                           | 17,0                           | 16,0                           | 15,0                           | 7×16+             | 138,5       | 73,6  |
| 17.      | Lettország (LAT) · Hildegarde Švarce · Eduards Gešels           | 17,0                           | 17,0                           | 15,0                           | 17,0                           | 16,0                           | 17,0                           | 15,0                           | 18,0                           | 17,0                           | 8×17+             | 149,0       | 67,9  |
| 18.      | Észtország (EST) · Helene Michelson · Eduard Hiiop              | 18,0                           | 18,0                           | 18,0                           | 18,0                           | 18,0                           | 18,0                           | 18,0                           | 17,0                           | 18,0                           | 9×18+             | 161,0       | 60,9  |